# Kirksville (Missouri)
Kirksville település az Amerikai Egyesült Államok Missouri államában, Adair megyében, melynek megyeszékhelye is. Lakosainak száma 17 530 fő (2020. április 1.).

## Népesség
A település népességének változása:

| 2010 | 17 505 |
| 2020 | 17 530 |